# 诺维 (密歇根州)
諾維（英語：Novi）是美國密歇根州奧克蘭縣的一個城市。截至2020年人口普查，人口為66,243人，比2010年人口普查增加20%。
諾維是底特律都會區的北部郊區，位於底特律市西北約8英里（12.9公里）處，安娜堡東北約16英里（25.7公里）處。該市位於Novi Township的邊界內，現在還包括Northville和Walled Lake市的部分地區。